# Chantische Sprache
Die chantische Sprache (chantisch ханты ясаӈ ‚chanty jasaŋ‘), auch als Khanty oder unter dem Exonym Ostjakisch oder Ostyak bekannt, ist die Sprache der Chanten (früher „Ostjaken“), die im Nordwesten von Sibirien entlang des Flusses Ob und seiner Seitenarme leben.
Chantisch gehört zum obugrischen Zweig der finno-ugrischen Sprachfamilie. Es ist eine überwiegend agglutinierende, stark suffigierende SOV-Sprache.
Chantisch hatte 2010 – bei einer ethnischen Bevölkerung von etwa 20.000 Menschen – noch ca. 9.500 Sprecher, die sich auf mehrere, sich teils sehr stark voneinander unterscheidende Hauptmundarten aufteilen.

## Dialekte
Die chantische Sprache teilt sich in verschiedene Dialekte auf, die in drei Hauptgruppen zusammengefasst werden können: die nördlichen, östlichen und südlichen Dialekte. Die meisten Sprecher zählen dabei die nördlichen Dialekte, während die südlichen Dialekte kaum noch verwendet werden.
Besonders die nördlichen und die östlichen Mundarten unterscheiden sich so stark, dass die Sprecher sich untereinander nur schwer verstehen können. Hauptunterschiede sind dabei beispielsweise die Anzahl der Kasus und Tempusformen sowie Unterschiede in der Syntax.

## Phonologie
Die Lautinventare der unterschiedlichen Dialekte können sich stark unterscheiden. Die Mundarten mit den kleinsten Vokalinventaren (z. B. Nizyam, Sherkal und Berezovo) sind im nördlichen Verbreitungsgebiet der Sprache zu finden und unterscheiden insgesamt acht Vokale, wobei jeweils vier kurze und vier lange Laute kontrastieren. Vach, der Dialekt mit dem größten Vokalinventar, unterscheidet dagegen neun, bzw. dreizehn Vokale.
Ein besonderes Merkmal der Konsonanteninventare sind die Retroflexe, die in den meisten Dialekten vorkommen. Sie bilden Minimalpaare, wie dieses Beispiel aus dem Vach:
- liis „Vogelfalle“ – ɭiis „locker“

Im Chantischen gibt es keinen Kontrast zwischen stimmhaften und stimmlosen Lauten, Palatalisierung kann dagegen kontrastierend sein, z. B. im Vach oder Kazym.

## Grammatik

### Nomen
Am Nomen werden Numerus, Possession (Besitz) und Kasus markiert. Da Chantisch eine überwiegend agglutinierende Sprache ist, erhält jedes Merkmal ein eigenes Suffix.

#### Numerus
Es werden Singular, Plural und Dual unterschieden. Dabei ist der Singular meistens unmarkiert, kann aber durch ein Numeral extra betont werden, z. B. wenn man auf einen Teil eines inhärent dualen Objekts verweisen möchte: se:m pelek (ein Auge).
| SG    | DU          | PL          | Übersetzung |
| ----- | ----------- | ----------- | ----------- |
| xo:t  | xo:t-ŋən    | xoːt-ə-t    | Haus        |
| ku:sa | ku:sa:j-ŋən | kuːsaːj-ə-t | Meister     |
| e:wi  | e:we:-ŋən   | e:we:-t     | Mädchen     |

#### Kasus
Die Anzahl der Kasus variiert zwischen den Dialekten deutlich. Während der nördliche Dialekt Obdorsk nur drei Kasus (Nominativ, Lokativ, Translativ) zählt, unterscheidet der östliche Dialekt Vach zehn Kasus. In allen Mundarten findet man aber den Nominativ und mindestens einen Lokalkasus, wobei der Nominativ meistens unmarkiert ist.
| Kasus      | Suffix       | Beispiel                |
| ---------- | ------------ | ----------------------- |
| Nominativ  | unmarkiert   | xo:t                    |
| Lokativ    | -na          | xo:t-na                 |
| Translativ | -ji bzw. -Ci | ku:sa:-ji, aber xo:t-ti |

| Kasus        | Suffix     | Beispiel  |
| ------------ | ---------- | --------- |
| Nominativ    | unmarkiert | kååt      |
| Lativ        | -aa        | kååt-aa   |
| Approximativ | -naam      | kååt-naam |
| Lokativ      | -nə        | kååt-nə   |
| Ablativ      | -ii        | kååt-ii   |
| Instruktiv   | -aat       | kååt-aat  |
| Komitativ    | -naat      | kååt-naat |
| Abessiv      | -ɬəɣ       | kååt-ɬəɣ  |
| Expletiv     | -ptii      | kååt-ptii |
| Translativ   | -ɣə        | kååt-ɣə   |

#### Possessiv
Bei Possessivformen wird sowohl der Numerus des Besitzers als auch der des Besessenen markiert. Die phonologische Form der Numerusaffixe unterscheidet sich dabei von den nicht-possessiven Formen.
| Besitz   | Besitz | SG         | DU           | PL           |
| -------- | ------ | ---------- | ------------ | ------------ |
| Besitzer |        |            |              |              |
| SG       | 1.     | xo:t-e:m   | xo:t-ŋil-am  | xo:t-l-am    |
| SG       | 2.     | xo:t-e:n   | xo:t-ŋil-an  | xo:t-l-an    |
| SG       | 3.     | xo:t-l     | xo:t-ŋil-al  | xo:t-l-al    |
| DU       | 1.     | xo:t-e:mən | xo:t-ŋil-mən | xo:t-l-ə-mən |
| DU       | 2.     | xo:t-lən   | xo:t-ŋil-lən | xo:t-l-ə-lən |
| DU       | 3.     | xo:t-lən   | xo:t-ŋil-lən | xo:t-l-ə-lən |
| PL       | 1.     | xo:t-e:w   | xo:t-ŋil-uw  | xo:t-l-uw    |
| PL       | 2.     | xo:t-lən   | xo:t-ŋil-lən | xo:t-l-ə-lən |
| PL       | 3.     | xo:t-e:l   | xo:t-ŋil-al  | xo:t-l-al    |

#### Pronominalsystem
Die chantische Sprache weist ein reichhaltiges Pronominalsystem auf. Es werden Personalpronomen, Possessivpronomen, Demonstrativpronomen, Reziprokpronomen, Interrogativpronomen und Indefinitpronomen verwendet. Das Kasussystem der Pronomen unterscheidet sich von dem der Nomen. Die Unterschiede variieren je nach Dialekt.
Eine Besonderheit ist, dass Reflexivität ohne Reflexivpronomen ausgedrückt werden kann. Für die reflexive Interpretation eines Satzes werden die üblichen Personalpronomen in bestimmten syntaktischen Kontexten verwendet, zum Beispiel im Zusammenhang mit differenzieller Objektmarkierung.

### Verben
Im Chantischen sind alle Verben mit Numerus und Person des Subjekts kongruent. Außerdem können transitive Verben auch Objektkongruenz aufweisen. Die Affixfolge wäre in diesem Fall wie folgt:
- Stamm-Tempus-(Passiv)-Objektnumerus-Subjektkongruenz

|    | SG         | DU           | PL          |
| -- | ---------- | ------------ | ----------- |
| 1. | we:r-l-ə-m | we:r-l-ə-mən | we:r-l-uw   |
| 2. | we:r-l-ə-n | we:r-l-ə-tən | we:r-l-ə-ti |
| 3. | we:r-l     | we:r-l-ə-nən | we:r-l-ə-t  |

| Objekt  | Objekt | SG           | DU               | PL                |
| ------- | ------ | ------------ | ---------------- | ----------------- |
| Subjekt |        |              |                  |                   |
| SG      | 1.     | we:r-l-e:m   | we:r-l-ə-ŋil-am  | we:r-l-ə-l-am     |
| SG      | 2.     | we:r-l-e:n   | we:r-l-ə-ŋil-an  | we:r-l-ə-l-an     |
| SG      | 3.     | we:r-l-ə-lli | we:r-l-ə-ŋil-li  | we:r-l-ə-l-lli    |
| DU      | 1.     | we:r-l-e:mən | we:r-l-ə-ŋil-mən | we:r-l-ə-l-ə-mən  |
| DU      | 2.     | we:r-l-ə-lən | we:r-l-ə-ŋil-lən | we:r-l-ə-l-ə-llən |
| DU      | 3.     | we:r-l-ə-lən | we:r-l-ə-ŋil-lən | we:r-l-ə-l-ə-llən |
| PL      | 1.     | we:r-l-e:w   | we:r-l-ə-ŋil-uw  | we:r-l-ə-l-uw     |
| PL      | 2.     | we:r-l-ə-lən | we:r-l-ə-ŋil-lən | we:r-l-ə-l-ə-llən |
| PL      | 3.     | we:r-l-e:l   | we:r-l-ə-ŋil-al  | we:r-l-ə-l-al     |

#### Tempus
Die Anzahl der Tempusformen variiert je nach Dialekt. Die geringste Anzahl findet man u. a. im Obdorsk, das zwei synthetische Tempora (Vergangenheit und Nicht-Vergangenheit) sowie eine analytische Tempusform (Futur) aufweist. Die weiteren Tempusformen der anderen Dialekte haben meistens noch weitere analytische Formen, beispielsweise ein Perfekt.

#### Aspekt
In der chantischen Sprache gibt es verschiedene derivationelle und analytische Verbformen, die Aspekt ausdrücken. Besonders häufig ist dabei der Stativ, der den aus vorhergehender Aktion resultierenden Zustand eines Diskursreferenten beschreibt.

#### Modus
Im Chantischen gibt es folgende Modi:
- Indikativ (unmarkiert)
- Konjunktiv
- Imperativ
- Evidential
- Adhortativ
- Optativ

#### Passiv
Passive Verbformen werden durch ein Affix markiert. Eine Besonderheit ist, dass es diese Markierung auch an intransitiven Verben geben kann.
| kul'na joxət-s-a               |
| Teufel-LOC kommen-PAST-PAS.3SG |
| „Der Teufel kam zu ihm.“       |

|    | SG             | DU             | PL             |
| -- | -------------- | -------------- | -------------- |
| 1. | we:r-l-a:j-ə-m | we:r-l-a:j-mən | we:r-l-a:j-uw  |
| 2. | we:r-l-a:j-ə-n | we:r-l-a:j-tən | we:r-l-a:j-ti  |
| 3. | we:r-l-a       | we-l-a:j-ŋən   | we:r-l-a:j-ə-t |

#### Nicht-finite Verbformen
Im Chantischen werden folgende nicht-finite Verbformen verwendet:
- Infinitiv
- imperfektives Partizip
- perfektives Partizip
- Konverb

## Einfache Sätze

### Wortstellung
Das Chantische ist eine SOV-Sprache, wobei besonders die satzfinale Verbposition strikt eingehalten wird. Wortstellungsfreiheit ist in den Dialekten ansonsten unterschiedlich ausgeprägt.
Insbesondere die Informationsstruktur kann die Wortstellung beeinflussen. Dabei steht das Topik immer satzinitial und der Fokus an direkt präverbaler Stelle.

### Differenzielle Objektmarkierung
Transitive Verben können im Chantischen optional auch den Numerus des Objekts markieren. Dabei gibt es keine strikten Regeln für die Auslösung der Objektkongruenz. Es zeichnen sich aber Tendenzen ab, dass einige Phänomene verstärkt differenzielle Objektmarkierung (DOM) auslösen.
Dazu gehören beispielsweise spezifische Objekte, wie z. B. in Nominalphrasen mit Possessiv- oder Personalpronomen. Auch können bestimmte syntaktische Eigenschaften DOM auslösen. Die strukturelle Position des Objekts kann ebenfalls eine Rolle spielen: Steht das Objekt außerhalb der Verbalphrase, tritt verstärkt DOM auf. Zuletzt scheint auch die Informationsstruktur einen Einfluss zu haben: Steht das Objekt nicht im Fokus oder ist es das sekundäre Topik, wird ebenfalls häufig Objektkongruenz ausgelöst.
Eine wichtige Funktion der differenziellen Objektmarkierung im Chantischen ist es, Reflexivität auszudrücken. Da es keine Reflexivpronomen gibt, kann beispielsweise die Objektkongruenz am Verb eine reflexive Interpretation der Verbalphrase bewirken.

### Negation
Anders als in anderen uralischen Sprachen gibt es im Chantischen kein Negationsverb. Stattdessen erfolgt Negation durch eine Partikel, die meistens direkt vor dem Verb steht.
| tami naŋ ke:se:n ant u:l                  |
| dieses dein Messer-2SG NEG sein-NPAST-2SG |
| „Dies ist nicht dein Messer.“             |

Bei kontrastierender Negation steht die Negationspartikel direkt vor dem negierten Element.
| ma juwan wa:nsəm anta pe:tra             |
| ich Johannes sehen-PAST-EP-1SG NEG Peter |
| „Ich sah Johannes, nicht Peter.“         |

### Pro-Drop
Im Chantischen kann das Subjekt weggelassen werden, solange es im Kontext salient ist und das Topik unverändert bleibt.
Wenn es ein salientes Objekt gibt, mit dem das Verb im Satz kongruiert, muss das Objekt selbst ebenfalls nicht realisiert werden.

## Lexik
Chantische Zahlen im Vergleich zum Ungarischen:
| #   | Chantisch | Ungarisch  |
| 1   | yit, yiy  | egy        |
| 2   | katn, kat | kettő, két |
| 3   | xutəm     | három      |
| 4   | nyatə     | négy       |
| 5   | wet       | öt         |
| 6   | xut       | hat        |
| 7   | tapət     | hét        |
| 8   | nəvət     | nyolc      |
| 9   | yaryaŋ    | kilenc     |
| 10  | yaŋ       | tíz        |
| 20  | xus       | húsz       |
| 30  | xutəmyaŋ  | harminc    |
| 100 | sot       | száz       |